# NHK学園高等学校
NHK学園高等学校（エヌエイチケイ がくえんこうとうがっこう）は、学校法人NHK学園が運営している私立の広域通信制高等学校。略称は「N学（エヌガク）」。東京都国立市富士見台二丁目に本校が所在する。文部科学省「学びの多様化学校（いわゆる不登校特例校）」に指定されている。東京都認可通信制高等学校。東京私立中学高等学校協会会員校。

## 概要
1962年（昭和37年）10月に日本放送協会 (NHK) によって設立された学校法人NHK学園が運営している日本初の広域通信制高等学校。
特色は、NHK高校講座の放送授業を利用して学習するシステムとなっている。放送に対応した独自の教材（教科書検定は受けていない）を市販していた時代もあった。
2018年（平成30年）4月に学校名が「日本放送協会学園高等学校」からこれまでの略称だった「NHK学園高等学校」に改称された。

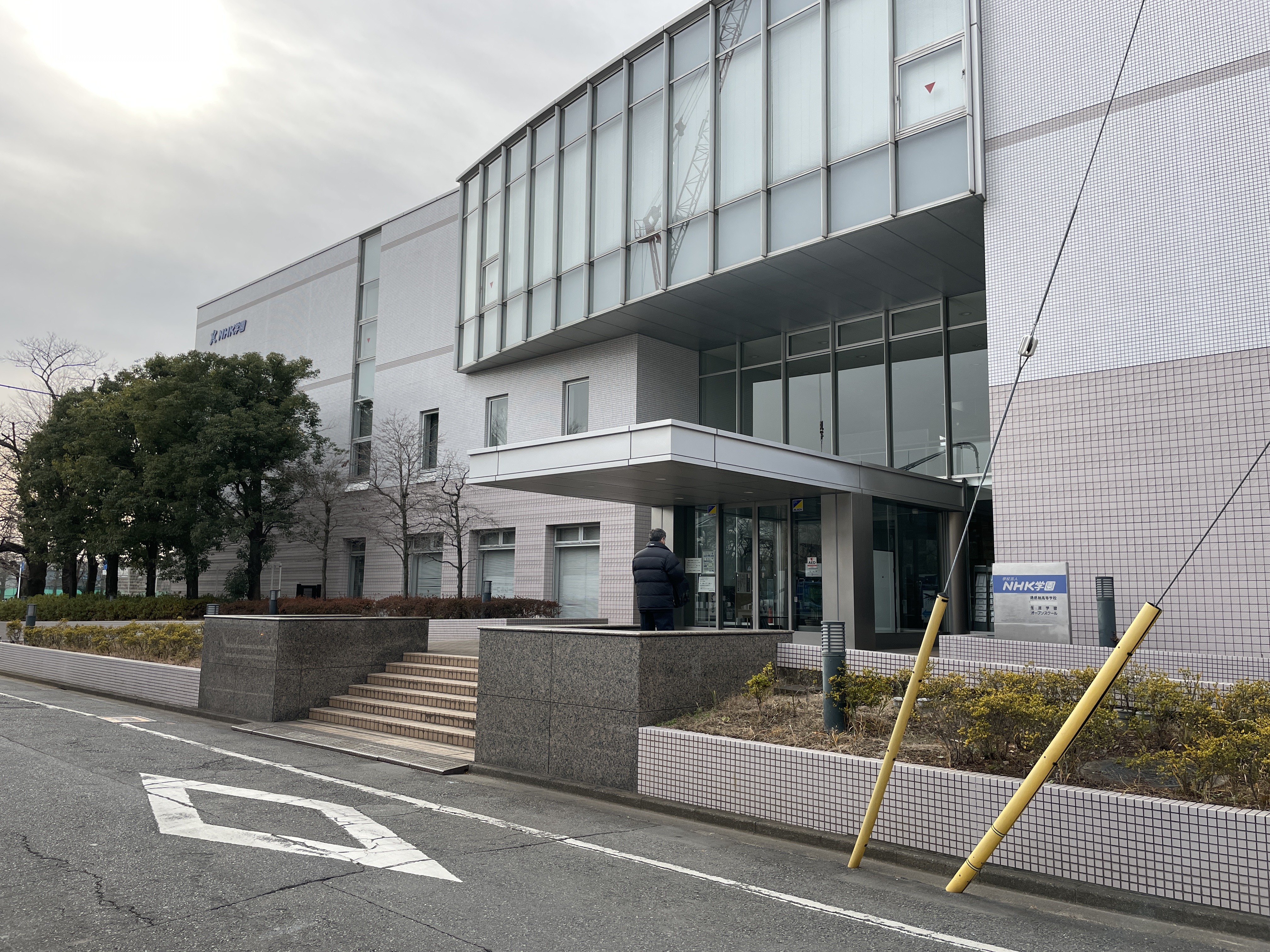
東京本校の正面玄関付近（2023年1月撮影）
かつて本校正面玄関の前にファミレス（カウボーイ家族）があったが2020年に閉店となった。跡地には2023年にマンションが建った。

## 普通科の設置コース
通信制高等学校の普通科（3年制）には次の4つのコースが設置されている。単位制が導入されている。二学期制であるため4月と10月に入学できる。
- スタンダードコース（2021年度よりネット学習コースから変更）

スタンダードコースは、東京本校や各地の協力校で実施されるスクーリング（対面授業）を受けるために毎月1回から2回程度の登校をする。東京本校の場合は、土・日・月・火の曜日から登校するクラスを選択できる。協力校の場合は、日曜日もしくは土曜日がスクーリング日となる。レポート提出の課題がある。ネット学習でのサポートがある。スタンダードコースは、通年（月１～２回のスクーリング）、集中（年に３～４日間連続のスクーリング）、海外（海外在住者対象）の３つのコースがある。
- ライフデザインコース（2021年度よりネット学習 Do it コースから変更）

ライフデザインコースは、2004年（平成16年）度に不登校経験者の生徒向けに設置されたコース。不登校経験者の生徒向けのコースなのでネット学習を利用した学校側（教師）の学習指導のサポート体制が充実している。スクーリング（対面授業）が1年次は年に6回程度と登校日が少ないが、2年次、3年次になるとスクーリング（対面授業）の登校日が毎月1回～2回程度に増えるカリキュラムになっている。レポート提出の課題がある。
- 登校コース

登校コースは、2015年（平成27年）度から設置されたコース。東京本校で実施されるスクーリング（対面授業）を受けるために毎週3回（水曜、木曜、金曜）登校する。2020年度までは郵送のみでのレポート提出であったが、2021年度より原則ネットでのレポート提出に切り替わった。対面授業の他、ネット学習でのサポートがある。
- 教養・海外特科コース

教養コースは、教養として高校の学習をしたい人向けのコース。海外特科コースは、海外に暮らしている日本人の高校生向けのコース。いずれも高校卒業資格は取得できない。

### その他
ベーシックコース（自宅から紙レポートを提出）は2020年度をもって廃止された。2021年度よりネット学習コースと統合され、新たにスタンダードコースとなった。
2022年9月より、通学定期券の発行が開始された（なお、引き続き通学用回数券も発売）。
2023年4月より本校正面入口と裏口(職員用通路)にセキュリティーゲートが導入された。

## 沿革
- 1962年（昭和37年）
  - 10月1日
    - 学校法人日本放送協会学園が設置認可
    - 初代理事長に阿部真之助（NHK会長）が就任
- 1963年（昭和38年）
  - 4月1日
    - 日本放送協会学園高等学校が開校する。
    - 初代校長に森戸辰男（元・文部大臣、元・広島大学学長）が就任
    - 全国で69校を協力校として委嘱
- 1963年（昭和38年）5月7日 - 東京都北多摩郡国立町（現・東京都国立市）に東京本校の校舎・宿泊棟竣工
- 1967年（昭和42年）
  - 3月19日
    - 第1回東京本校卒業証書授与式が実施
    - 日本放送協会学園高等学校同窓会が発足
- 1988年（昭和63年）4月1日 - 高等学校に専攻科（社会福祉コース）開設
- 1989年（平成元年）4月1日 - 高等学校（普通科）が3年間で卒業可能となる。
- 1995年（平成7年）4月1日 - 高等学校・専攻科（社会福祉コース）修了者の「介護福祉士」受験資格取得認可
- 1999年（平成11年） - 東京本校の新校舎が完成
- 2001年（平成13年）4月1日 - 社会福祉士養成課程開設
- 2004年（平成16年）
  - 4月1日
    - ネット学習（eラーニング）の本格実施
    - 文部科学省「研究開発学校」に指定された「Do itコース」を開設
- 2008年（平成20年）4月1日 - 「単位制」による教育課程に移行
- 2009年（平成21年）4月1日 - 「eコース」を開設
- 2011年（平成23年）4月1日 - 「海外eコース」を開設
- 2012年（平成24年） - 創立50周年記念式典を挙行
- 2015年（平成27年）4月1日 - 東京本校にて週3日通学する「登校コース」を開設
- 2016年（平成28年）
  - 4月1日 
    - 高等学校の専攻科は募集停止（一部は募集休止）[5]
    - 「Do itコース」を「ネット学習 Do itコース」と、「eコース」を「ネット学習コース」と、「海外eコース」を「ネット学習 海外コース」と改称
    - 「総合教育相談センター」を開設
- 2018年（平成30年）
  - 4月1日
    - 学校名が日本放送協会学園高等学校からNHK学園高等学校に改称された。
    - NHK学園高等学校の新校歌『最高のぼくら』が制作・発表された。

## スクーリング
- スタンダードコース（通年）の場合は、スクーリング（対面授業）を受けるために毎月1回から2回程度の指定された日に登校をする。ホームルームは生徒が所属している登校日のクラスへの出席が求められる。

- ライフデザインコースの場合は、不登校経験者の生徒向けのコースであるために、1年次は、年に6回程度とスクーリング（対面授業）の登校日は少ないが、2年次、3年次になるとスクーリング（対面授業）の登校日は毎月1回から2回程度に登校日が増える積み上げ型の独自のカリキュラムになっている。

- 登校コースの場合は、東京本校で行われるスクーリング（対面授業）を受けるために毎週3回（水・木・金）の登校をする。

- スクーリング（対面授業）に出席できなかった生徒のために、東京本校や地方の協力校などの生徒向けに全国7か所で年1回に4日間の日程でスクーリング（対面授業）をまとめて行う「集中スクーリング」という制度もある[6]。

- NHK学園高等学校独自の学習システム（N-gaku Online Space）から、NHK Eテレ(NHK教育テレビ）やNHKラジオ第二放送で放送されているNHK高校講座を視聴することでスクーリング（対面授業）の時間数が減免されている。

- 「スクーリング（対面授業）の出席状況」と「レポート提出の評価」と「試験（中間試験と年度末試験）の結果」から総合的に判断され単位の認定が決定される。

## ネット学習
- ネット学習は、2004年度（平成16年）度から開始された。生徒はインターネットを利用してレポート提出の課題に取り組む。ネット学習では、インターネットを通じて生徒が学校側（教師）に解らない事を質問するなどの学習指導のサポートが行われる。[7]
- 2024年度にリニューアルし、さらに使いやすく改善された。

## サポート体制
- クラス担任

生徒には必ずクラス担任の教師が付いて生徒をサポートする。
- 総合教育相談センター

生徒の学習相談のために東京本校には「総合教育相談センター」が設置されている。
- 進路相談室

卒業後の進路を相談するために「進路相談室」が設置されている。「合同進路相談会」も開催される。

## 学校行事
- 東京本校の学校行事には、入学式・始業式（4月）、運動会（6月）、学園祭（11月）、球技大会（1月）、修了式・卒業式（3月）などがある。[11]地方では各協力校の単位で学校行事が行われる。

## 生徒会活動・部活動
- 生徒会活動

東京本校には生徒会活動がある。
生徒会活動は、運動会や学園祭や球技大会などの学校行事の企画に参加している。
- 部活動（東京本校のみ）
  - 運動部には、バレーボール部（男女）、バスケットボール部、陸上競技部、サッカー部、軟式野球部、ソフトボール部、剣道部、硬式テニス部、ソフトテニス部、バドミントン部、卓球部、ダンス部、自転車部（旧同好会）などがある。
  - 文化部には、吹奏楽部、軽音楽部、フォークソング部、ゲーム部、文芸部、コーラス部、美術部、まんが部、家庭科部、自然科学部、ESS（英語）部、書道部、歴史部、写真部、演劇部、SAC（ソーシャルアクティビティクラブ）などがある。

## 旧校歌
1963年(昭和38年）から2018年（平成30年）まで歌われていた『日本放送協会学園高等学校 旧校歌』（作詞 清水繁男、作曲 中田喜直、補作 日本放送協会学園）。

## 新校歌
2018年（平成30年）4月に開校55周年を記念してNHK学園高等学校の新校歌『最高のぼくら』（作詞 松本隆、作曲 秦基博）が制作・発表された。
杉並児童合唱団の合唱により2020年（令和2年）4月8日から音楽配信され4月22日には日本コロムビアからCD発売された。

## 所在地

### 東京本校
〒186-8001 東京都国立市富士見台2-36-2

### まなびや
札幌市、仙台市、名古屋市、大阪市、広島市、福岡市にある学習拠点。自習や相談の場として、生徒たちが利用できる。スクーリング会場とは異なる。

### 協力校
全国30箇所にスクーリング（面接指導•対面授業）を行うための協力校があり、東京本校まで通学しなくても全国各地でスクーリング（面接指導•対面授業）の受講ができる。なお登校コースは東京本校のみの実施であるため本校への通学が必要になる。
かつては協力校が全国の至る所に設けられていた（一時80箇所余り）が、在校生徒数の減少、交通網の発達などにより、近年は集約・広域化の流れが加速している。長野県、山陰地方、佐賀県など、地元に協力校やスクーリング会場が無い県も増えている。
高校を中退して入門した力士のために2004年から相撲教習所が協力校になった。

### 集中スクーリング会場
期間を集中して宿泊合宿によるスクーリングを行う会場が全国7箇所にある。但し東日本は本校や協力校での実施となるため合宿所は別で、中部以西は国公立の合宿教育施設で泊まり込みとなる。
- 北海道：北海道有朋高等学校（協力校）
- 東北：仙台大学附属明成高等学校（協力校）
- 関東甲信越：東京本校（東京都国立市）
- 中部：名古屋市青少年宿泊センター（名古屋市青少年交流プラザ）
- 近畿：大阪府羽衣青少年センター（浜寺公園内、旧大阪国際ユースホステル）
- 中四国：国立江田島青少年交流の家
- 九州沖縄：福岡県立社会教育総合センター

### 提携校
- 学校法人有朋学園有朋高等学院（福島県福島市）

## 交通アクセス

### 鉄道
- JR中央線国立駅南口より徒歩約18分
- JR南武線谷保駅北口から徒歩約8分

### バス
| 運行事業者 | 乗車駅       | 系統                     | 下車停留所                |
| ---------- | ------------ | ------------------------ | ------------------------- |
| 立川バス   | 国立駅       | 国10・国10-2・国11・国12 | 「国立高校前」、徒歩約4分 |
| 京王バス   | 府中駅       | 国17                     | 「国立高校前」、徒歩約4分 |
| 京王バス   | 聖蹟桜ヶ丘駅 | 国18                     | 「国立高校前」、徒歩約4分 |

## 主な関係者

### 歴代校長
- 森戸辰男（初代)
- 有光次郎（第2代)
- 三角哲生（第3代)
- 賀澤恵二（第4代)
- 篠原朋子（第5代)
- 等々力健 (第6代)
- 森川覚（第７代）

### 著名な卒業生
芸能人
- 杉田かおる
- 川上麻衣子
- 安めぐみ
- 林家きく姫
- 藤田恵美
- 城山美佳子
- mabanua
- 田村芽実[14][15]
- 小出由華

アスリート
- 中田久美
- 河村めぐみ
- 太閤丸豊

その他
- 庵功雄 - 学者
- 加藤千笑 - 囲碁
- 石川征太郎 - 指揮者
- 伊達悠太 - バイクレーサー
- 阿部恵斗 - バイクレーサー